# الخط الزمني للاحتجاجات العمانية 2011
الخط الزمني للاحتجاجات العمانية 2011

## مجريات الأحداث

### الإثنين 17/1/2011 م (المسيرة الخضراء 1)
في 17 يناير/كانون الثاني 2011 تحرك المئات في العاصمة مسقط «المسيرة الخضراء 1» للمطالبة بتحسين الدخل ولجم ارتفاع أسعار السلع وتكاليف المعيشة، وانتظرت الحكومة نحو شهر لترد على هذه المسيرة السلمية برفع الحد الأدنى لأجور القوى العاملة الوطنية في القطاع الخاص.

### الجمعة 18/2/2011 م (المسيرة الخضراء 2)
نشرت دعوات للاحتجاج عبر مواقع التواصل الاجتماعي على الإنترنت مثل فيسبوك وتويتر للخروج يوم الجمعة 18/2/2011 م في مسيرة أطلقوا عليها اسم «المسيرة الخضراء 2»، وذيّلت بعض هذه الدعوات بمواد من النظام الأساسي للدولة استند عليها في التمسك بحق الدعوة للمسيرة وهي المادة 29، والتي تتعلق بحرية الرأي والتعبير، والمادة 32 المتعلقة بحق المواطنين في التجمع ضمن حدود القانون. فخرجت عصر اليوم مظاهرة سلمية أمام مجمع الوزارات بالعاصمة العمانية مسقط شارك فيها نحو 300 من المواطنين بينهم نساء.
- الهتافات والمطالب: وردد المتظاهرون هتافات تطالب بمحاربة الفساد المالي والإداري وغلاء الأسعار، وبتحقيق العدالة الاجتماعية، مرددين شعارات من قبيل «لا للفساد» و«يدا بيد مع السلطان ضد الفساد» و«الحرية للجميع» و«العدالة للجميع» و«كلنا شركاء في الوطن». ورفعوا أيضا لافتات كتب عليها «الشعب يحب السلطان» و«الشعب يريد الإصلاح» و«لا للظلم لا للفساد» و«جامعة واحدة لا تكفي»، كما لوحظت لافتة عريضة كتب عليها مجموعة من المطالب بينها زيادة مستحقات الضمان الاجتماعي وإيجاد فرص عمل للعاطلين. كما طالب المتظاهرون بإصلاح نظام التعليم المدرسي وتفعيل دور دائرة حماية المستهلك وزيادة صلاحيات مجلس الشورى وتفعيل دور جهاز الرقابة المالية في الدولة وزيادة الرواتب وغيرها من المطالب الأخرى المتنوعة.

وقالت طيبة المعولية (عضو مجلس الشورى السابقة والمرشحة لجائزة نوبل للسلام عام 2005 م) بأنه حان الوقت لعملية الإصلاح الشامل، وأن المطالب التي رفعها المتظاهرون مطالب مشروعة. كما أكدت على أهمية المزيد من الاهتمام باحتياجات الفقراء جنبا إلى جنب تواصل المساعي لمحاربة الفساد الإداري والمالي.
- رفع الأجور: يشار إلى أن السلطنة سبق أن أعلنت مساء الثلاثاء 15/2/2011 م عن رفع الحد الأدنى لأجور المواطنين العمانيين العاملين بالقطاع الخاص إلى مائتي ريال عماني، أي ما يعادل 519 دولارا أميركيا. وقد جاءت تلك الزيادة نتيجة لما توصلت إليه لجنة وزارية سبق أن شكلها مجلس الوزراء العماني لدراسة رفع الحد الأدنى لأجور القوى العاملة الوطنية في القطاع الخاص، في حين كلف المجلس وزارة القوى العاملة العمانية بمتابعة تطبيق قرار الزيادة.
- المسيرة الثانية: كما أن هذه المسيرة هي الثانية من نوعها التي ينظمها العمانيون خلال هذا العام للمطالبة بالإصلاح ومحاربة الفساد والغلاء وزيادة المرتبات، حيث كانت الأولى في النصف الثاني من يناير/كانون الثاني الماضي، وقد اتسمت المسيرتان بخلوهما من العنف وبحماية الشرطة لهما دون تدخل.[2]

### الأحد 27/2/2011 م (مقتل شاب)
- صحار: لقي شخص واحد مصرعه اليوم في مدينة صحار عندما أطلقت الشرطة الرصاص المطاطي على متظاهرين يطالبون بإصلاحات سياسية، فيما انتشرت قوة من الجيش لتأمين المنطقة.[3]
وقال شاهد عيان مكتفيا بذكر اسمه الأول محمد، أن هناك مظاهرة كبيرة وأن اشتباكات تدور بين المحتجين والشرطة. وأضاف أن الشرطة استخدمت الغاز المسيل للدموع والهري لتفريق المتظاهرين الذين تجمعوا في أحد الميادين الرئيسية بالمدينة. وذكر شهود أن ما لا يقل عن ألف متظاهر تجمعوا لليوم الثاني على التوالي في مدينة صحار قبل أندلاع الاشتباكات. من جانبه قال شاهد العيان محمد أن الشرطة انسحبت عقب الاشتباكات، لكن جموع المتظاهرين -الذين يحمل بعضهم أوعية مملوءة بالبترول وأعواد ثقاب- كانوا في طريقهم إلى أحد مراكز الشرطة بينما ظلت المروحيات تحلق فوق رؤوسهم. وأكد الناشط الحقوقي عبد الخالق المعمري أن المتظاهرين أحرقوا سيارات حكومية وسيارات كانت متوقفة قرب مكتب والي صحار. كما تعرض مكتب تطوير صحار لعمليات تخريب إضافة إلى حريق في ناقلة نفط، مؤكدا أيضا أن قوات الأمن أطلقت الغاز المسيل للدموع وطلقات لم يحدد نوعها، وذلك أثناء مواجهتها مع المتظاهرين. وأشار شهود إلى أن ثمانية أشخاص على الأقل أُصيبوا بجروح أثناء المصادمات، دون معرفة مدى خطورتها. وقد وُضعت المتاريس على الطريق الرئيسية التي تربط بين صحار ومسقط. هذا وقد أفرجت السلطات العمانية مساء اليوم عن 41 شخصا اعتقلوا في التظاهرات بمدينة صحار.
- صلالة: وفي صلالة جنوبي البلاد، تشهد المدينة هي الأخرى احتجاجات حيث ظل المتظاهرون معتصمين بالقرب من مكتب المحافظ منذ يوم الجمعة 25/2/2011 م.
- الإصلاحات الحكومية:

1. وفي تقرير لها قالت وكالة أسوشيتد برس أن سلطان عُمان قابوس بن سعيد أجرى تعديلا وزاريا شمل ستة وزراء، وقام بتعيين بعض المستشارين الجدد على أمل أن يحد ذلك من موجة الاحتجاجات السياسية «نادرة الحدوث» في هذه الدولة الخليجية.[3]
2. أمر السلطان قابوس برفع المخصصات المالية الشهرية لطلبة الكليات والمعاهد والمراكز الحكومية التابعة لوزارة التعليم العالي ووزارة القوى العاملة.[3]
3. كما أمر بإنشاء هيئة مستقلة لحماية المستهلك.[3]
4. في حين أمر السلطان قابوس بن سعيد بتوفير 50 ألف فرصة عمل للعاطلين، مع منح مبلغ 150 ريالا عمانيا (388 دولارا) شهريا لكل باحث عن عمل من المسجلين لدى وزارة القوى العاملة إلى أن يجد عملا.
5. كما أمر قابوس باتخاذ الخطوات اللازمة تجاه تحقيق استقلالية جهاز الادعاء العام، وهو مطلب سبق أن طالب به المتظاهرون.
6. إضافة إلى تكليف لجنة وزارية برئاسة وزير ديوان البلاط السلطاني لوضع مجموعة من المقترحات والتصورات يتعلق بعضها بإعطاء مجلس الشورى مزيدا من الصلاحيات، وهو أيضا من مطالب المتظاهرين.

- أربعة عقود: يشار إلى أن السلطان قابوس يحكم سلطنة عمان -التي يعيش فيها 2.7 مليون شخص 70% منهم عمانيون- منذ أربعة عقود ويمارس صلاحيات مطلقة في السلطنة التي تحظر فيها الأحزاب السياسية.

### الإثنين 28/2/2011 م
- عدد القتلى:

1. الحكومة: نفى وزير الصحة العماني أحمد السعيدي اليوم الأنباء التي ترددت عن مقتل ستة أشخاص في الاحتجاجات التي جرت في ولاية صحار العمانية أمس، وأضاف أن شخصا واحدا فقط قتل في تلك الأحداث.[4]
2. وكالة رويترز: بينما نقلت وكالة رويترز عن مستشفى حكومي في وقت سابق أن ستة أشخاص قتلوا أمس الأحد بعد أن أطلقت الشرطة رصاصات مطاطية على متظاهرين بمدينة صحار شمال العاصمة مسقط. وكانت رويترز قد نقلت عن شهود عيان أن شخصين لقيا مصرعهما في مدينة صحار عندما أطلقت الشرطة الرصاص المطاطي على متظاهرين في ميدان بالمدينة.[4]

- استمرار الاحتجاجات في صحار: استمرت اليوم الاحتجاجات السلمية في مدينة صحار الساحلية، وقالت متحدثة باسم الميناء أن صادرات النفط من ميناء صحار العماني لم تتأثر، لكن الاحتجاجات المتواصلة تنذر بوقفها. كما أضافت أن الاحتجاجات الجارية في منطقة الميناء سلمية حتى الآن، مشيرة إلى أن الملاحة البحرية لم تتأثر بعد لكن استمرار الاحتجاجات ومنع الشاحنات والعاملين من الوصول إلى الميناء قد يؤثر في نهاية المطاف على حركة الملاحة.[5] وعن تطورات الوضع في صحار حتى مساء اليوم أكد شاهد عيان يدعى عادل البلوشي أن الجيش قد حل محل قوات الشرطة قرب دوار صحار حيث الاحتجاجات، وأن المعتصمين يحتجون بحرية تامة دون تدخل من أفراد الجيش. وأوضح أن احتجاجات اليوم خلت من أي أعمال تخريب وعنف وأن أعداد المتظاهرين في فترة المساء أقل منهم في فترة الصباح وأن اجتماع ممثلي محتجي صحار مع وزير ديوان البلاط السلطاني انتهى في وقت مبكر من صباح اليوم وتأكد رسميا رفع نتائجه للسلطان قابوس بن سعيد.[6]
- اعتصام في مسقط: اعتصم عدد من المواطنين العمانيين عصر اليوم أمام مبنى مجلس الشورى بالعاصمة مسقط، وطالبوا بمحاكمة المسؤولين عن سقوط أي ضحية وأكدوا نبذهم للعنف وسلمية مظاهراتهم. وقالت المحامية بسمة الكيومي أن المحتجين يرغبون في دستور تعاقدي للدولة يصيغه نواب الشعب ومجلس شورى بصلاحيات رقابية وإقالة الحكومة وتعيين وزراء جدد ومحاكمة المفتش العام للشرطة والجمارك.[6]
- الإصلاحات الحكومية: صدرت بعد ظهر اليوم أوامر سلطانية جديدة تقضي بتجميد قاعدة قطع مساعدات الضمان الاجتماعي في حالة حصول أحد أفراد الأسرة المنتفعة على عمل، وهي قاعدة كانت سارية من قبل على الأسر التي تتمتع بإعانات من الضمان الاجتماعي فكان يتم وقف الإعانة بمجرد حصول أحد أفراد الأسرة على عمل.[6]

### الثلاثاء 1/3/2011 م
- صحار: أخرجت قوات الجيش العماني اليوم متظاهرين من دوار الكرة الأرضية بوسط صحار شمال العاصمة مسقط حيث كانوا يطالبون بوظائف وإصلاحات سياسية. ونجح الجيش في فتح مدخل الميناء الذي أغلقه المتظاهرون أمس. فقد انتشرت مدرعات تابعة للقوات العمانية في الدوار، قبل أن ينسحب المحتجون من المكان من دون تسجيل أي مواجهات. وذكرت وكالة الأنباء الفرنسية أن حوالي 200 متظاهر لا يزالون متجمعين في الدوار أمام مدخل مرفأ صحار ثاني الموانئ الكبرى في السلطنة، وسط انتشار عسكري مكثف لحماية المرافق الحيوية. ونقلت رويترز عن شهود عيان قولهم أن الجمع تفرق ثم عاد إلى التجمع في طريق فرعي قرب ميناء صحار وأن القوات انسحبت. وتم فتح مدخل الميناء الذي أغلقه المتظاهرون الاثنين، غير أن المحتجين استخدموا شاحنتين لقطع الطريق الذي يربط بين الميناء والمصانع الحيوية القريبة ومنها مصانع ألمنيوم وبتروكيمياويات.
- صلالة: تظاهر حوالي 200 شخص في صلالة جنوبي عُمان أمام مكتب المحافظ، مطالبين بزيادة الأجور وتحسين ظروف الضمان الاجتماعي، بحسب ما أفاد به شهود عيان.
- البريمي: في البريمي شمالي البلاد عند الحدود مع دولة الإمارات، تظاهر عشرات أمام مكتب المحافظ مطالبين بإيجاد فرص عمل لهم. كما انتشرت القوات العمانية قرب الحدود مع دولة الإمارات العربية المتحدة.
- مسيرة مؤيدة في مسقط: خرج آلاف العمانيين في تجمع حاشد أمام المسجد الأكبر بالعاصمة مسقط تأييدا للسلطان قابوس بن سعيد، وردد المتظاهرون هتافات تمجد قابوس وتندد بالعنف وتستنكر «التخريب» الذي قالوا أنه صاحب الاحتجاجات المطلبية، ورفعوا لافتات كتب عليها عبارات مثل «لا للتخريب نعم للحوار» و«خلفك لا شقاق ولا فتنة».[7]

.

### الأربعاء 2/3/2011 م
قالت صحيفة قبس الكويتية اليوم أن مجلس التعاون الخليجي وضع خطة لدعم البحرين وسلطنة عمان اقتصاديا واجتماعيا، بهدف مساعدتهما على استعادة الاستقرار عقب تفجر احتجاجات تطالب بإصلاحات شاملة. ونقلت يومية القبس عن مصادر وصفتها بأنها رفيعة المستوى أن الخطة عبارة عن «مارشال خليجي» -في إشارة إلى خطة مارشال التي نفذت عقب الحرب العالمية لإعادة إعمار أوروبا- وأنها ترمي إلى إصلاح الأوضاع الاقتصادية والاجتماعية في البحرين وسلطنة عمان اللتين تعدان الأضعف اقتصاديا بين دول المجلس الست (السعودية وقطر والكويت والإمارات والبحرين وعُمان). ووفقا للصحيفة فإن الخطة تشمل توفير فرص عمل للشباب البحرينيين والعمانيين، ليس فقط في البحرين وعُمان وإنما أيضا في دول المجلس الأربع الأخرى، وتحسين مستوى الخدمات، إضافة إلى توفير مساكن لمن لا يمتلكونها. وذكرت المصادر ذاتها أن أولوية التوظيف في إدارات دول المجلس ستكون للعمانيين والبحرينيين، وأن أولئك سيحصلون على امتيازات أخرى. وتشير تقديرات إلى أن لدى دول مجلس التعاون فائض أصول بنحو 1.35 تريليون دولار جمعت خلال السنوات القليلة الماضية من عائدات تصدير النفط.
--الأحداث الميدانية:
- مسقط:

1. اعتصام احتجاجي: واصلت مجموعة من العمانيين -بينهم كتاب ومدونون- اعتصامها الاحتجاجي أمام مجلس الشورى بمسقط في ثالث أيام الاحتجاجات بالعاصمة العمانية. وأكد المتظاهرون إصرارهم على الاستمرار في الاعتصام سلمياً حتى تتحقق مطالبهم، وأطلقوا على الواجهة الأمامية لمجلس الشورى اسم ساحة الشعب. وقد لوحظ تحول أسلوب الاعتصامات إلى شكل أقرب إلى أركان النقاش في نمط مغاير للأسلوب التقليدي للاحتجاجات التي اقترنت بالهتافات واللافتات التي يحملها المحتجون، فيما جاءت احتجاجات مسقط اليوم متضمنة لعدد من الخطب والكلمات يتبادل المشاركون فرص إلقائها من فوق كرسي اتخذوه كمنبر. وأقام معتصمو مسقط صلاة الغائب على أرواح ضحايا مظاهرات صحار -حسب تعبيرهم- دون تحديد للعدد الذي تؤكد السلطات الرسمية بأنه شخص واحد فقط. كما ثبتوا على أطراف ساحة الاعتصام لوحات على زاوية قائمة، ودونوا عليها مطالبهم السابقة إلى جانب مطلب الاعتذار لأسر الضحايا. ومن ضمن محتويات تلك اللوحات نماذج صور لأكواخ قديمة مكتوب عليها «لا نريد مثل هذه الصور في عمان»، في إيماءة إلى مطالبهم الرامية إلى محاربة الفقر وتعزيز الضمان الاجتماعي وتحقيق العدالة الاجتماعية وغيرها من المطالب ذات الصبغة الاقتصادية والاجتماعية، مع وجود واضح لصورة السلطان قابوس والعلم العماني بالساحة.[9]
2. مسيرة بالسيارات تأييداً للسلطان: وفي مسقط أيضا نظمت مجموعة من الشبان مساء اليوم مسيرة بالسيارات جابت شوارع مسقط انطلاقا من منطقة الوزارات بالخوير، مزينين سياراتهم بملصقات بينها صور السلطان قابوس بن سعيد وعبارات منددة بالتخريب والعنف، مؤكدين تأييدهم للسلطان وهي مسيرة التأييد الثانية بمسقط حيث كانت الأولى حاشدة أمس.

- صحار: واصل المحتجون في دوار الكرة الأرضية وسط مدينة صحار الساحلية اعتصامهم، حيث قارب عددهم المائتين. علماً أن الجيش لم يتدخل لفضهم. فيما تولت لجان شعبية من الأهالي حماية الممتلكات العامة والخاصة معا، مع انسيابية واضحة في حركة المرور بالمدينة.[9]

### الجمعة 4/3/2011 م
- مظاهرة صامتة في مسقط: تجمع نحو 200 محتج في العاصمة مسقط عند مقر مجلس الشورى (ساحة الشعب كما يسميها المحتجون) حيث كان البعض قضى الليل في الخيام. ورفع المشاركون في المظاهرة الصامتة أمام مقر مجلس الشورى لافتات كتب على بعضها مطالب بمجلس وزراء منتخب وإنهاء الفساد وتوفير وظائف.[10]

### السبت 5/3/2011 م
- تعديل وزاري: قبل السلطان قابوس بن سعيد استقالة أهم وزيرين في حكومته وهما الفريق أول علي بن ماجد المعمري وزير المكتب السلطاني (أكبر جهاز أمني في السلطنة)، ووزير ديوان البلاط علي بن حمود البوسعيدي.

### الإثنين 7/3/2011 م
- السلطان قابوس يستجيب لمطالب المحتجين:

1. حكومة جديدة: شكل السلطان حكومة جديدة ضمت 12 وجها جديدا بينهم أعضاء من مجلس الشورى، وغاب عنها وزراء طالب المحتجون بإقالتهم.[11]
2. استقلال الادعاء العام العماني: أصدر السلطان قابوس مرسوماً يقضي بالاستقلال الإداري والمالي للادعاء العام، كجزء من الاستجابات الرسمية لمطالب الاحتجاجات ومسيرات عُمان المطلبية، مما يعني أن علاقة جهاز الادعاء العام بالمفتش العام للشرطة قد انتهت.[12]

### الثلاثاء 8/3/2011 م
- الفرحة في الاعتصام في صحار: عمّت الفرحة المحتجين بعد الإعلان عن الحكومة الجديدة، لكنهم أكدوا أن اعتصامهم سيتواصل حتى تتحقق مطالب أخرى تتمثل في الإصلاحات الدستورية. وذبح المعتصمون في دوار صحار فور الإعلان عن الحكومة الجديدة أربعة ثيران، ورفعوا أصواتهم بهتافات مؤيدة للسلطان قابوس بن سعيد، وأطلقوا على دوار صحار اسم دوار الإصلاح والشهداء.[11]

### الخميس 10/3/2011 م
- 20 مليار دولار لدعم البحرين وعُمان: قرر وزراء خارجية دول مجلس التعاون الخليجي تقديم 20 مليار دولار على مدى 10 سنوات لدعم البحرين وعُمان اللتين شهدتا مظاهرات خلال الأيام الماضية.[13]

### الأحد 13/3/2011 م
- السلطان يمنح صلاحيات للبرلمان: أصدر سلطان عُمان قابوس بن سعيد مرسوما يقضي بمنح مجلس عُمان (البرلمان) صلاحيات تشريعية ورقابية، وزيادة المعاشات الشهرية للأسر المستفيدة من قانون الضمان الاجتماعي بنسبة 100%. كما أمر بزيادة قيمة المستحقات التقاعدية لجميع الخاضعين لقانون معاشات ومكافآت ما بعد الخدمة لموظفي الحكومة العُمانيين بنسبة تصل إلى 50% للفئات المستحقة لأقل معاش تقاعدي.[14]
- السلطان يقيل مسؤولين: أقال السلطان سعيد اليوم المفتش العام للشرطة والجمارك الفريق مالك بن سليمان المعمري، وعين مكانه حسن بن محسن الشريقي المرافق العسكري للسلطان بعد أن رقاه إلى رتبة فريق. وكان متظاهرون قد طالبوا بإقالة المفتش العام للشرطة والجمارك على خلفية الصدامات التي حدثت بين رجال الشرطة والمتظاهرين في مدينة صحار وقتل فيها شخص واحد على الأقل وأصيب آخرون.[14]

### الثلاثاء 15/3/2011 م
- مسقط: طالب متظاهرون عمانيون في مسقط اليوم بمزيد من الإصلاحات السياسية والاقتصادية وبمحاسبة الوزراء الضالعين في قضايا فساد. وكان بين المطالب المرفوعة: تمكين مجلس الشورى من صلاحيات فعلية، محاسبة قائد الشرطة الجديد على تورط في قضايا فساد من الوزراء المعزولين وعددهم 12.[15]
- صلالة وصحار: اعتصم ليلا ناشطون أمام مقر حاكم صلالة وفي صحار (حيث بدأت الاضطرابات أول مرة الشهر الماضي).[15]
- عمال النفط: دخل مئات من العاملين في شركة تنمية نفط عمان الحكومية في إضراب عن العمل ونظموا احتجاجات اليوم في مقر الشركة وفي حقل واحد على الأقل للنفط وآخر للغاز مطالبين بزيادة الأجور. ورفع نحو 300 محتج في مسقط لافتات خارج مقر الشركة، وقال عمال إنهم نظموا إضرابا عن العمل لعدة ساعات في حقل مرمول النفطي وحقل قرن العلم للغاز. وأكدوا أنهم يعتزمون الإضراب مجددا غدا الأربعاء. ويعد هذا الإضراب الأول في شركة نفط وطنية بمنطقة الخليج منذ بدأت موجة الاحتجاجات تجتاح العالم العربي. وتنتج شركة تنمية نفط عمان أكثر من 80% من النفط والغاز بالبلاد. يذكر أن عمان تنتج نحو 800 ألف برميل يوميا من النفط تشكل نحو 70% من دخل السلطنة.[16]

### الثلاثاء 22/3/2011 م
- فض اعتصام في صحار بالقوة: استخدمت قوات الأمن القوة فجر هذا اليوم في صحار لإخلاء اعتصام لنحو 100 شخص خيّموا منذ 5 أسابيع في دواري الكرة الأرضية وصحار الصناعي. حيث أطلقت مدافع المياه والغاز المدمع والرصاص المطاطي ثم اعتقلت 85 شخصاً أثناء فض الاعتصام.[17]
- ساحة الشعب في مسقط: اعتصم نحو 100 عُماني اليوم في خيام نصبوها في حي الخوير بالعاصمة العمانية مسقط، مطالبين بإصلاحات سياسية. وأقيمت الخيام تحديداً في منطقة بها مقار وزارات رئيسة، وقال محتج لوكالة رويترز «الوزراء الجدد لابد أن يشاهدونا هنا، نأمل أن يخرج بعضهم من مكاتبهم للتناقش معنا».
ورفع المحتجون لافتات ضخمة ليراها الوزراء تطالب بالقضاء على الفساد وبضرورة محاسبة الوزراء، وتذكرهم بأن المحتجين ما زالوا بلا عمل.[18]
- منتدى ساحة الشعب: بنا المحتجون العمانيون أمام مجلس الشورى بمسقط مسرحا متنقلا من المواد البسيطة، ليقيموا على خشبته يوميا منتديات مثاقفة متنوعة يتناولون فيها مختلف الموضوعات والقضايا، مستعينين بمن يستجيب لدعوتهم للتحدث إليهم من المختصين والتكنوقراط في مختلف التخصصات. وناقشت هذه المنتديات موضوعات كقضايا التعليم والمناهج التربوية والواقع الاقتصادي والتأثيرات المتوقعة للزيادات الأخيرة في المرتبات وانعكاساتها المتوقعة على السوق وغيرها من الجوانب الاقتصادية. وكذلك موضوع التعددية الفكرية وكيفية قبول الآخر، وأكد المتحدثون على أهمية أن تتحاور الرؤى والأفكار وترويض النفس على تقبل وجهات النظر الأخرى مهما كانت مختلفة.[19]

### الجمعة 1/4/2011 م (مقتل شاب)
- مظاهرة في صحار (مقتل شاب): بعد ثلاثة أيام من إخلاء الاعتصام في ولاية صحار، حدث اليوم تصعيد جديد في الولاية حينما اصطدم مئات المتظاهرين المطالبين بوظائف وتحسين الأجور مع قوات الأمن. وأفاد شهود عيان أن المحتجين قذفوا الأمن بالحجارة والذي رد بإطلاق النار في الهواء لتفريقهم، مشيرين إلى أن الشرطة استخدمت خراطيم المياه لإنهاء المظاهرة. ونقلت وكالة رويترز عن مصدر حكومي أن شابا يبلغ من العمر 25 عاما أصيب في الاشتباكات لفظ أنفاسه الأخيرة عقب وصوله إلى المستشفى متأثرا بإصابته في الرأس كما أصيب 8 آخرين. وطالب المتظاهرون بالإفراج عن معتقلين احتجزتهم قوات الأمن بعد أن فضت اعتصاما فجر الثلاثاء الماضي.[20] وقال شهود إن قوى الأمن اعتقلت ما بين خمسين وستين محتجا في الاشتباكات اليوم. وقد فرض الجيش حظرا للتجول في المساء. واحتلت وحدات من الجيش مواقع لها حول المكاتب الحكومية ومبان رئيسة أخرى. وذكرت السلطات أن قوى الأمن استخدمت الغاز المسيل للدموع وخراطيم المياه والرصاص المطاطي بعد أن بدأت حشود المحتجين برشق شرطة مكافحة الشغب بالحجارة واستعمال السكاكين. غير أن المحتجين يزعمون أن قوات الشرطة أطلقت عليهم الرصاص الحي. وتجيء هذه الأحداث بعد ثلاثة أيام من حملة لإجلاء المعتصمين من ساحة في مدينة صحار خيم فيها نحو 100 شخص.[21]

### السبت 2/4/2011 م
- اعتصام في مسقط: نظم عشرات المحتجين اعتصاما اليوم في العاصمة العُمانية مسقط للمطالبة بإجراء تحقيق في مزاعم بتعسف السلطة إثر اشتباكات مع قوى الأمن أسفرت عن مصرع شخص واحد في صحار وساهمت في زيادة حدة التوتر.[21]
- الإفراج عن معتقلين: أطلقت السلطات العمانية مساء اليوم 57 شخصا من بين 85 كانت قد اعتقلتهم فجر الثلاثاء الماضي أثناء فض اعتصام مدينة صحار. وأصدر الادعاء العام بيانا أكد فيه الإفراج، مشيرا أن البقية ثبتت عليهم مبدئيا تهمة «التحريض والتخريب وقطع الطرقات وأن حبسهم سيستمر على ذمة التحقيق». وجاءت عملية الاعتقال عقب إخلاء قوات الأمن بالقوة دواري الكرة الأرضية وصحار الصناعي يوم الثلاثاء الماضي حيث كان يعتصم نحو 100 محتج، واستخدمت الشرطة مدافع المياه والغاز المدمع والرصاص المطاطي.[22]

### الأحد 3/4/2011 م
- المحتجون في صحار يتعهدون بالعودة للاعتصام: تعهد محتجون عمانيون بالعودة للمنطقة التي تظاهروا فيها على مدار 5 أسابيع في بلدة صحار الشمالية الشرقية بعد أن أجلتهم قوات الأمن عنها بالقوة الأسبوع الماضي. وقال المحتج خلفان المحاربي «سنعاود تجمعنا الآن وسنبذل محاولة أخرى للعودة للساحتين، وعلى الأرجح عقب صلاة الجمعة»، في إشارة إلى دوار الكرة الأرضية وصحار الصناعي الذي أجبروا على إخلائه بالقوة. ويأتي توعد المحتجين بعد يوم من إعلان السلطات العمانية إطلاق سراح 57 شخصا من بين 85 كانت قد اعتقلتهم فجر الثلاثاء الماضي على خلفية المظاهرات الاحتجاجية التي شهدتها مدينة صحار. وقد تجددت أعمال العنف يوم الجمعة الماضي حيث قتلت الشرطة محتجا وأصابت 8 عندما نزل 400 محتج إلى الشوارع للمطالبة بالإفراج عن زملائهم والضغط من أجل السماح لهم بالعودة للاعتصام بالمنطقتين المذكورتين.[17]

### الأربعاء 6/4/2011 م
طالب المحتجون العمانيون المدعي العام اليوم بمحاكمة أفراد الأمن المسؤولين عن قتل اثنين من المحتجين في اشتباكين بمدينة صحار. وذلك بعد أن قال إن الموقوفين في الاحتجاجات سيقدمون للمحاكمة بتهمة انتهاج سلوك عنيف. وقال سالم العامري أحد المحتجين المشاركين في الاعتصام في ساحة الشعب أمام مقر مجلس الشورى في مسقط لرويترز، إنه «إذا كان لدى المدعي العام ما يكفي من الجرأة لتوجيه الاتهامات إلى المحتجين المحتجزين، فعليه أن يكون من العدالة بما يكفي لتوجيه الاتهامات إلى أفراد الأمن الذين قتلوا المتظاهرين».

### السبت 9/4/2011 م
- محاكمة مثيري الشغب: بدأت سلطنة عمان بمحاكمة من أسمتهم «المحرضين على أعمال الشغب والتخريب» في مدينة صحار. وقال الادعاء اليوم إن ناشطا عمانيا «حرض على أعمال شغب» في المدينة سيمثل للمحاكمة مع 25 آخرين متهمين بالعنف لكنه لم يحدد موعد مثول المتهمين للمحاكمة أو التهم المحددة التي يواجهونها. وكان الادعاء العام قال في بيان صادر عنه أمس إنه قرر الإفراج عن جميع المعتقلين على خلفية احتجاجات صحار عدا 26 شخصا ما زال التحقيق مستمرا معهم، وذلك «تقديرا للجهود التي قام بها شيوخ ورشداء ووجهاء وأعيان وأهالي مدينة صحار». هذا وقد أفرج الادعاء العام الخميس أول أمس عن 36 معتقلا على خلفية الصدامات التي جرت الجمعة قبل أسبوع بين المتظاهرين والأجهزة الأمنية.[24]
- منع المظاهرات: كثفت كانت قوات الأمن العمانية أمس من وجودها في مدينة صحار، وذلك للحيلولة دون وجود أي فرصة للمحتجين للقيام بأي مظاهرات أو اعتصامات بالمدينة.[24]